# Накануне премьеры
«Накануне премьеры» — советский широкоэкранный художественный фильм 1978 года, снятый режиссёром Олегом Гойдой по мотивам пьесы Анатолия Алексина «Действующие лица и исполнители» на Киевской киностудии им. А. П. Довженко.
Премьера фильма состоялась 10 сентября 1979 года.

## Сюжет
Молодой режиссёр Андрей Лагутин приезжает в областной театр и предлагает поставить «Ромео и Джульетту». После некоторого сопротивления руководства, труппа поддерживает его. Спектакль получается успешным, но во время премьеры режиссёр умирает, оказывается, он был неизлечимо болен. Однако его отношение к театру уже успело зажечь коллектив.

## В ролях
- Олег Табаков — Патов Николай Николаевич, главный режиссёр ТЮЗа
- Николай Пастухов — Иван Максимович, директор ТЮЗа
- Борис Плотников — Андрей Лагутин, молодой режиссёр ТЮЗа
- Людмила Крылова — Зинаида Балабанова, актриса ТЮЗа, заслуженная артистка УССР
- Ада Роговцева — Ксения Павловна, жена Патова, бывшая актриса
- Валентина Талызина — Валентина Степановна
- Марина Левтова — Лера, дочь Патова, студентка мединститута
- Виктор Панченко — Костя Чичкун, актёр

В фильме снимались пионеры Киева и Симферополя.

## Съёмочная группа
- Режиссёр: Олег Гойда
- Сценаристы: Анатолий Алексин, Олег Гойда
- Оператор: Юрий Гармаш
- Художник: Юрий Муллер
- Звукорежиссёр: Леонид Вачи
- Композитор: Владимир Шаинский